# Anton Petter

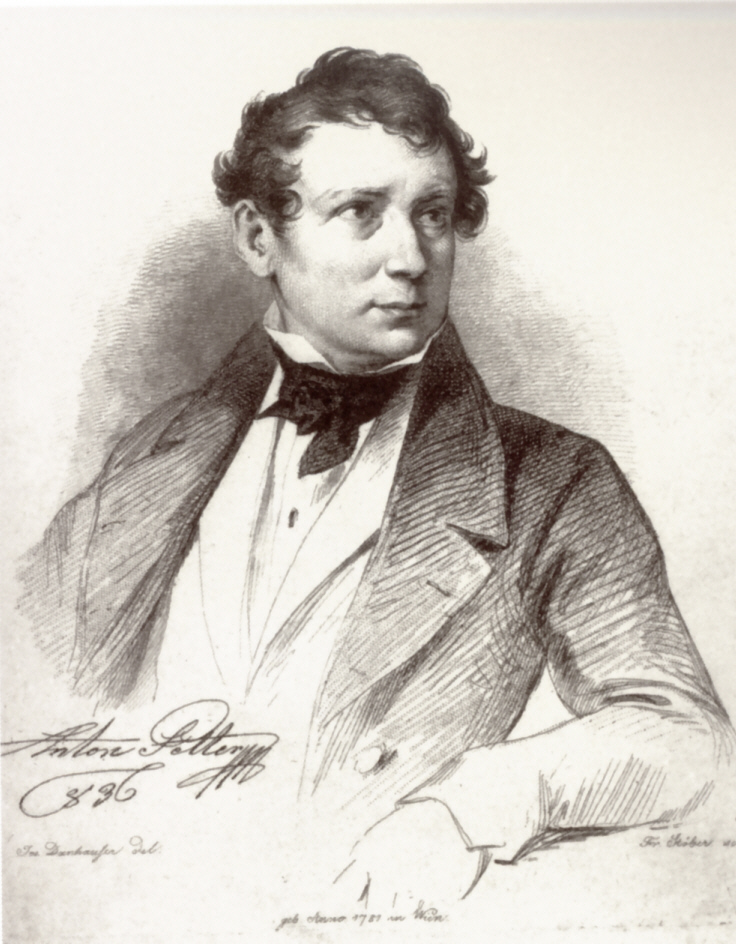
Anton Petter

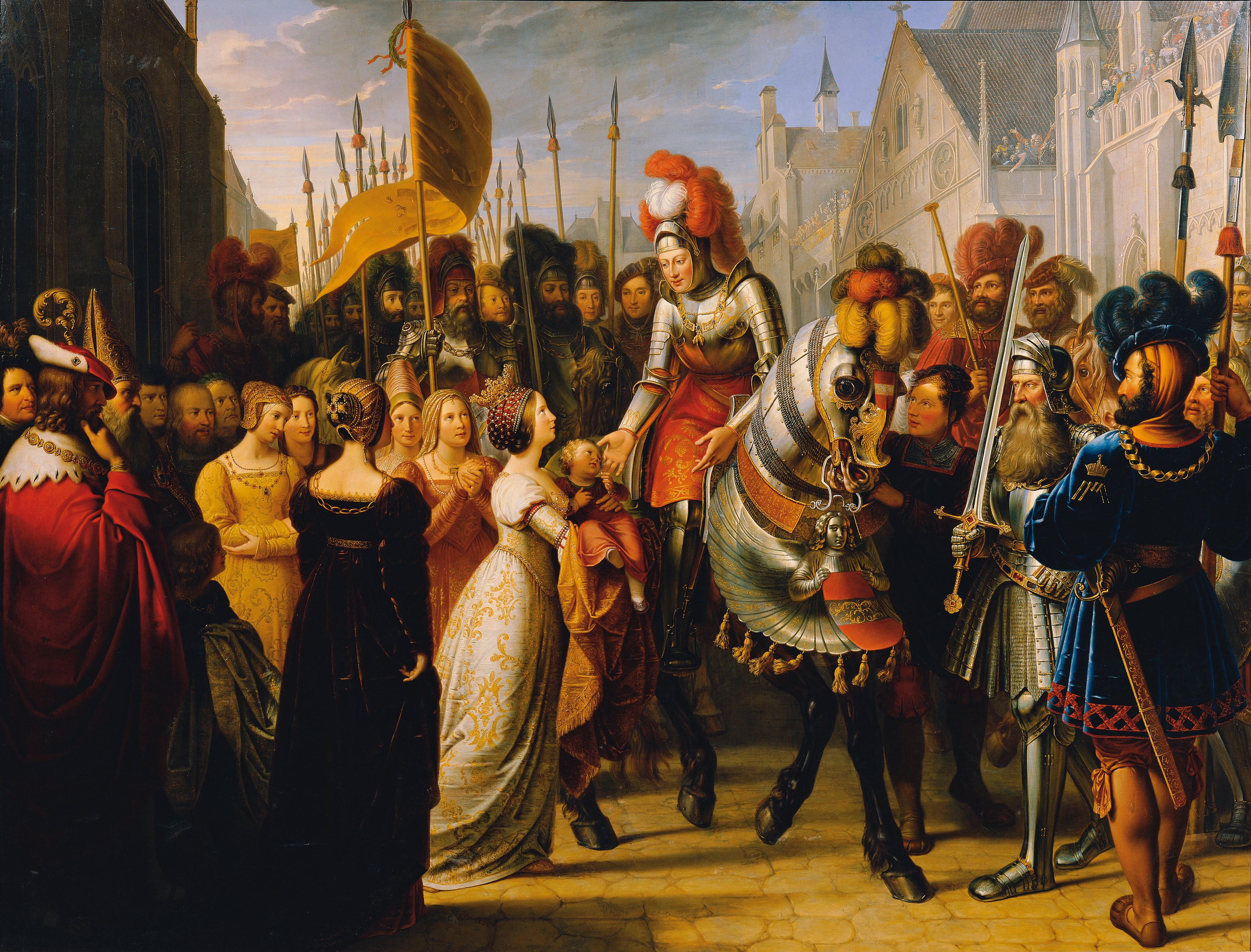
Der Einzug Kaiser Maximilians I. in Gent, 1822, Belvedere, Wien

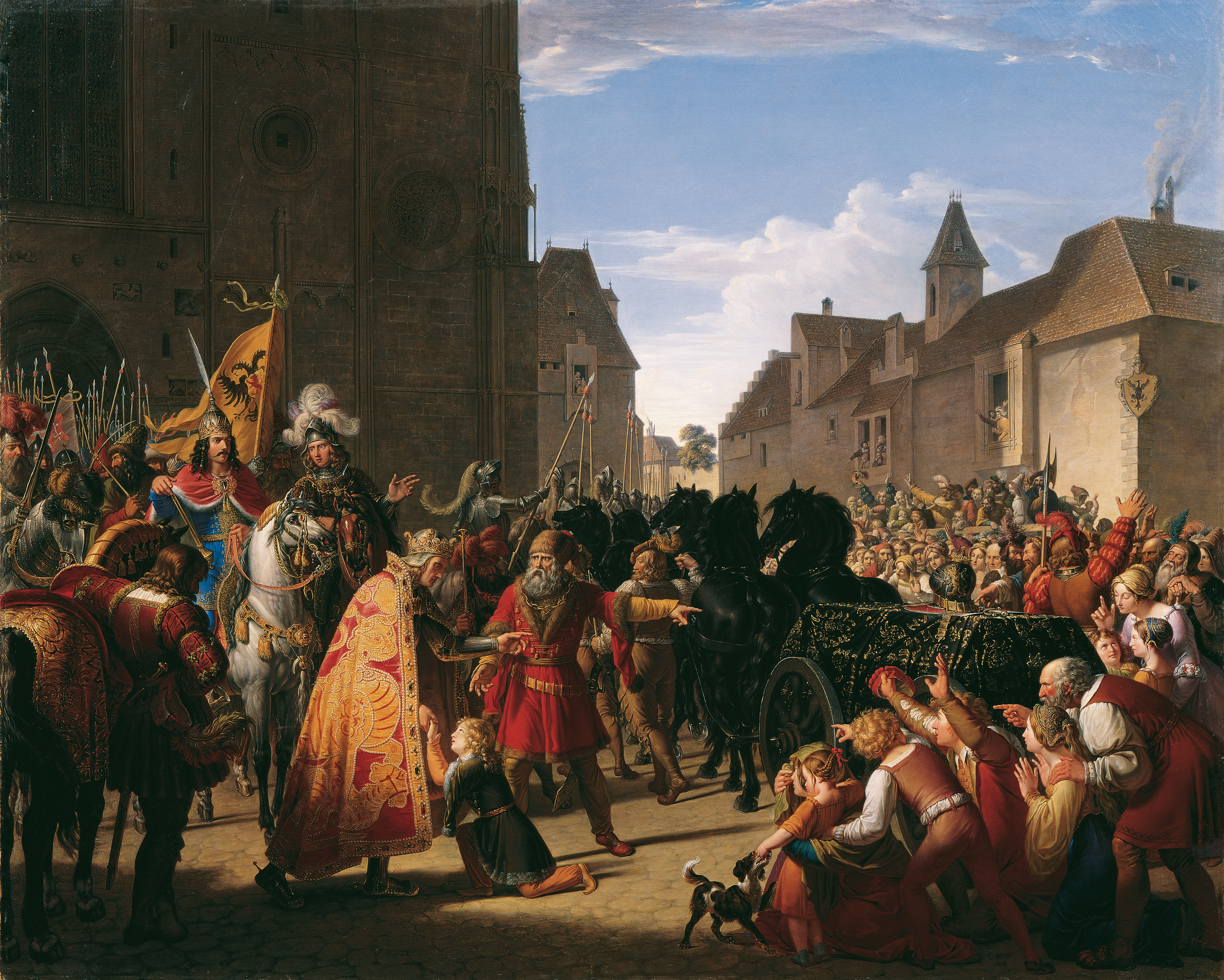
Anton Petter, König Přzemysl Ottokars Sohn Wenzel bittet Rudolf von Habsburg um die Leiche seines 1278 in der Schlacht bei Dürnkrut gefallenen Vaters, 1826, Belvedere, Wien

Anton Petter (* 12. April 1781 in Wien; † 14. Mai 1858 ebenda) war ein österreichischer Maler.

## Leben
Anton Petter wurde in der damaligen Wiener Vorstadt Mariahilf geboren und war der Sohn des Bauzeichners und Architekten Johann Baptist Petter und der Cousin des Blumenmalers Franz Xaver Petter. Ab 1792 studierte er an der Wiener Akademie der bildenden Künste, wo er vor allem alte Meister kopierte. 1808 ging er nach Rom und erhielt 1809 als erster Künstler den mit 1500 Gulden dotierten Reichel-Preis. 1814 wurde Petter Mitglied der Wiener Akademie, 1820 Korrektor und 1822 Professor für Historienmalerei. Von 1829 bis 1850 leitete er die Maler- und Bildhauerschule der Akademie.

## Leistung
Anton Petter war ein österreichischer Maler des Klassizismus. Er behandelte neben antiken Themen vor allem religiöse Bilder und Historienbilder aus der österreichischen Geschichte.

## Werke (Auswahl)
- Tod des Meleager (Wien, Gemäldegalerie der Akademie der bildenden Künste, Inv. Nr. 167)
- Kaiser Maximilian I. und Maria von Burgund (Graz, Neue Galerie Graz), 1813
- Phädra, 1817, (Mödling, Museum Mödling), Öl auf Leinwand, 190×252 cm
- Der Einzug Kaiser Maximilians I. in Gent, 1822, Belvedere, Wien, Öl auf Leinwand, 286×387 cm
- König Přzemysl Ottokars Sohn Wenzel bittet Rudolf von Habsburg um die Leiche seines 1278 in der Schlacht bei Dürnkrut gefallenen Vaters, 1826, Belvedere, Wien, Öl auf Leinwand, 180×222 cm
- König Ahasver verurteilt Haman zum Tode, 1835, Belvedere, Wien, Öl auf Leinwand, 128×159 cm
- Mord von St. Wenzel,  1844 (Opava, Czech republic), Öl auf Leinwand, 850×510 cm